# Обсмажування

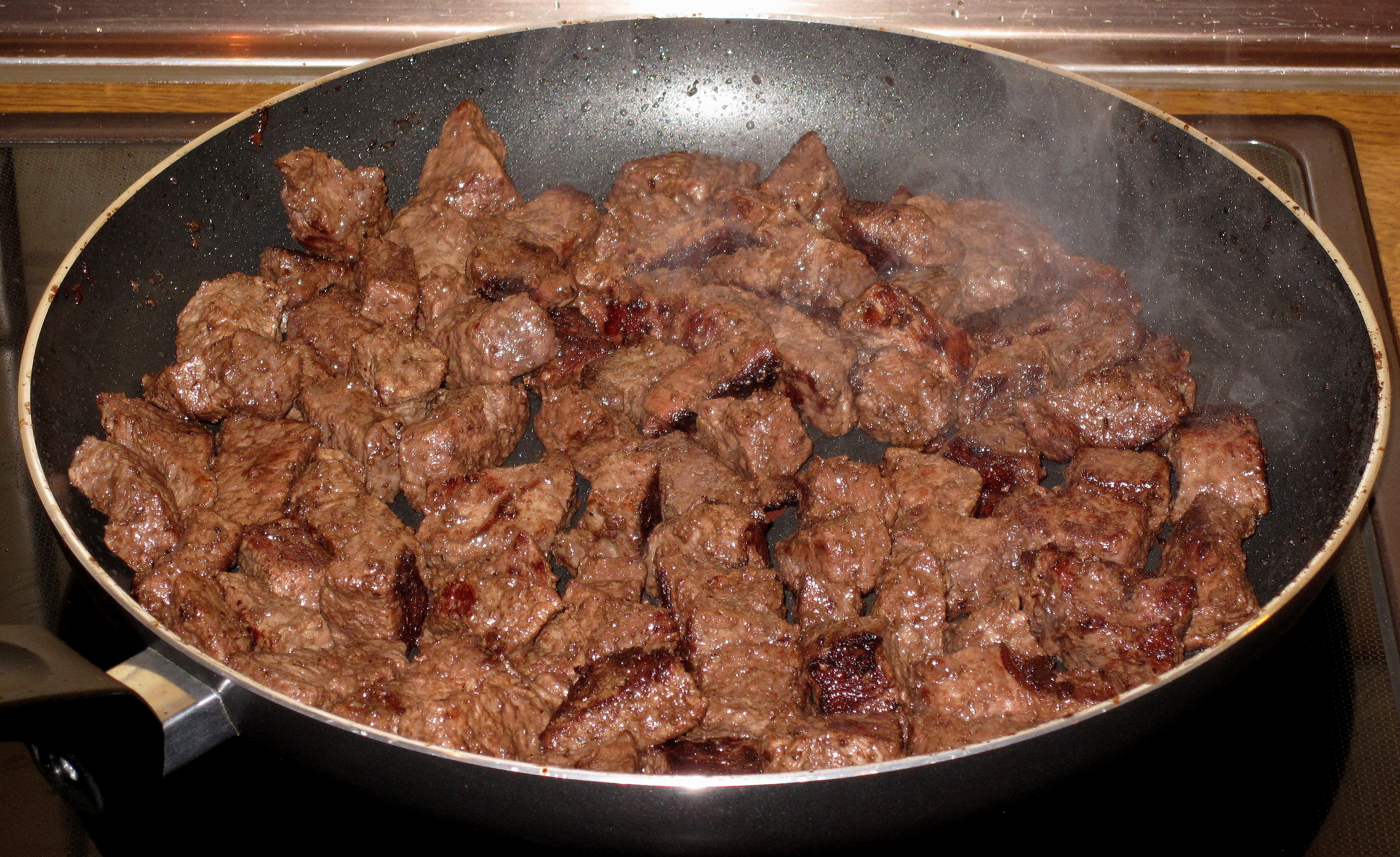
Шматочки м'яса, обсмажені на сковороді

Обсмажування — спосіб приготування їжі, що полягає у швидкому обжарюванні поверхні певних продуктів (зазвичай м'яса або риби) з метою утворення карамелізованої скоринки, без доведення їх до кулінарної готовності. Для цього потрібні температури понад 150 °C, аби поверхня продукту була позбулася води (яка закипає за 100 °C). Використовується разом зі смаженням, запіканням, тушкуванням, пасеруванням тощо. Серед іншого, метою обсмажування, є надання продукту певного смаку, пахощів та вигляду. Зазвичай цей кулінарний засіб передує тушкуванню або подальшому приготуванню їжі з овочами (рагу чи стью).
Для обсмажування, продукти повинні мати правильну, гладку, досить пласку поверхню, тому їх нарізають у вигляді філе або прямокутників. Зазвичай обсмаження відбувається на рівній поверхні під впливом джерела інтенсивного нагріву, здатного досягати 150 °C або більше. Для цього використовується сковорода або гриль. Обсмажують зазвичай без додавання олії (коли обсмажуваний продукт містить власний жир) або на олії (наприклад, на оливковій через її високу точку димлення). Якщо використовується олія, то її має бути невелика кількість, достатня для підрум'янення, але не для смаження. Їжа повинна бути ніби «запечатана» з усіх боків і повністю ізольована тонкою скоринкою. Процес приготування зазвичай супроводжується характерним шипінням, яке виникає через виділення пари на поверхні продуктів. У наш час (2000-і), деякі кухарі виконують цю техніку за допомоги невеликих паяльних ламп.